# Cyphura clarissima
Cyphura clarissima är en fjärilsart som beskrevs av Butler. Cyphura clarissima ingår i släktet Cyphura och familjen Uraniidae. Inga underarter finns listade i Catalogue of Life.